# Parc éolien d'Helfaut
Le parc éolien d'Helfaut est un parc éolien terrestre construit en 2023 et 2024 et sis sur le finage de la commune d'Helfaut, dans le département du Pas-de-Calais, en France. Il compte cinq éoliennes.

## Description
Cinq éoliennes, nommées de HFT E1 à HFT E5, sont disposées en formant la lettre « V » au sud du finage d'Helfaut. Elles sont exploitées par Boralex,. Le parc éolien est inauguré le 27 septembre 2024, mais est en service depuis le mois de juin, sa puissance est de 21 MW, de quoi alimenter en électricité les 20 000 habitants d'Helfaut, Blendecques et Saint-Omer.
À l'occasion de cette mise en service, Boralex dépasse les 500 MW de puissance installée dans la région des Hauts-de-France.